# ساچی ایشیزو
 ساچی ایشیزو (ژاپنی: 石津幸恵؛ زادهٔ ۳ سپتامبر ۱۹۹۲) یک تنیس‌باز سابق اهل ژاپن است.